# Buveuse assoupie
Buveuse assoupie (Eingeschlafene Trinkerin) ist ein Gemälde von Pablo Picasso aus dem Jahr 1902 und wird dessen sogenannter Blauer Periode zugerechnet. Das 80 × 60,5 Zentimeter große Bild ist in Öl auf Leinwand ausgeführt und stellt eine verhärmte, in ein blaues Tuch gehüllte Frau dar. Sie sitzt in sich zusammengesunken und mit geschlossenen Augen an einem runden Tisch, auf dem ein leeres Absinthglas steht. 
Die Provenienz dieses Werkes gilt als exemplarisch für den Umgang mit moderner Kunst im politischen Kontext des 20. Jahrhunderts. Bis zur Beschlagnahmung im Rahmen der Aktion „Entartete Kunst“ am 5. Juli 1937 gehörte das Gemälde der Kunsthalle Hamburg; es gelangte 1939 in die Schweiz und wurde 1941 in Luzern verkauft. Seit 1979 ist es im Kunstmuseum Bern ausgestellt.

## Titel
Buveuse assoupie mit der deutschen Übersetzung Eingeschlafene Trinkerin ist der Titel, unter dem das Gemälde in Bern ausgestellt ist. Im Laufe seiner Existenz hat es jedoch mehrmals seinen Namen gewechselt. So hieß es 1914 bei dem französischen Galeristen Daniel-Henry Kahnweiler Femme devant une table de café und im gleichen Jahr in einer Münchener Ausstellung Frau am Tisch. In der Hamburger Kunsthalle wurde es ab 1918 Die Absinthtrinkerin und anlässlich einer Auktion in Luzern im Juni 1939 Buveuse d'absinthe genannt. Eine Umbenennung erfolgte, um die Verwechslung mit weiteren Gemälden Picassos zu vermeiden. So ist unter dem Titel La buveuse d'absinthe (Absinthe Drinker) ein Bild aus dem Jahr 1901, Öl auf Leinwand, mit den Maßen 73 × 54 Zentimeter, in der Eremitage in St. Petersburg ausgestellt. Eine weitere Buveuse d'absinthe befindet sich im Kunstmuseum Basel, es stammt ebenfalls aus dem Jahr 1901, hat die Maße 81 × 60 Zentimeter und die Technik ist Öl auf Leinwand. Auch das Bild Sich mit dem Ellenbogen aufstützende Trinkerin 1901, Öl auf Karton, 65,5 × 50,8 cm in der Sammlung Melville Hall in New York wird zeitweilig Die Absinthtrinkerin genannt.

## Entstehung
Picasso hat die Buveuse 1902 in Barcelona gemalt, nachdem er zuvor mehrmals das Frauengefängnis Saint Lazare besuchte und dort zahlreiche Studien zeichnete. Es ist Teil einer Werkphase, die als Zeit der Orientierung gewertet wird und während der sich der Künstler mit der Darstellung von Bettlern, Straßenmädchen, Trinkern, Alten und Kranken auseinandergesetzt hat. Diese Bilder charakterisieren die abgründige Stimmung der sogenannten Blauen Periode und stehen dennoch in der Reihe der Entwicklung avantgardistischer Kunst seit der Mitte des 19. Jahrhunderts, in der sich Künstler von den akademischen Idealen abwandten. Insbesondere die mehrfach von Picasso dargestellten vereinsamten Absinthtrinker haben ihre Vorläufer in Werken unter anderem von Édouard Manet, Edgar Degas und Henri Toulouse-Lautrec, das Motiv gilt als unmittelbar verbunden mit der französischen Kunstszene des ausgehenden 19. und beginnenden 20. Jahrhunderts.

Édouard Manet: Der Absinthtrinker, 1859
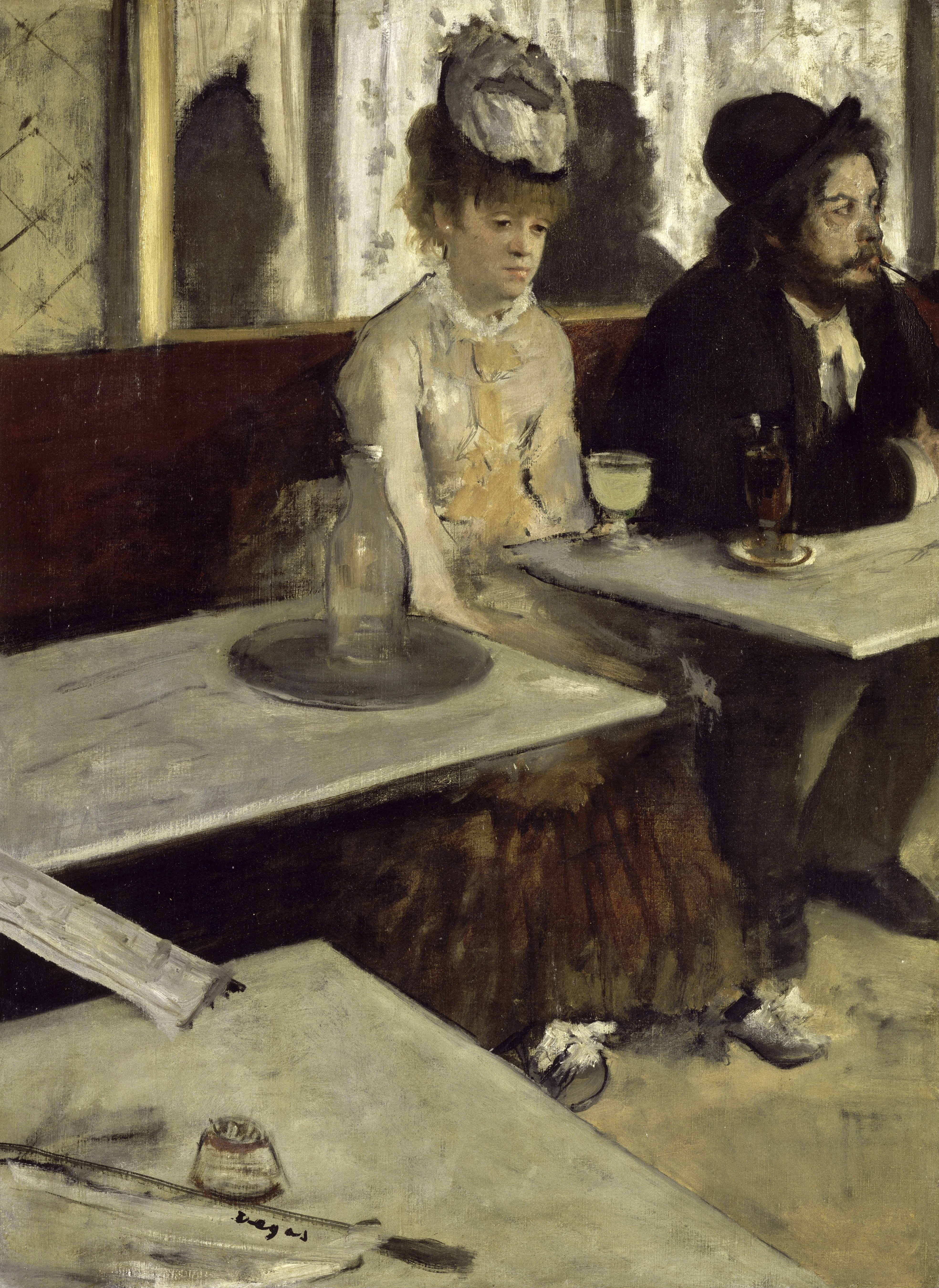
Edgar Degas: Der Absinth, 1876
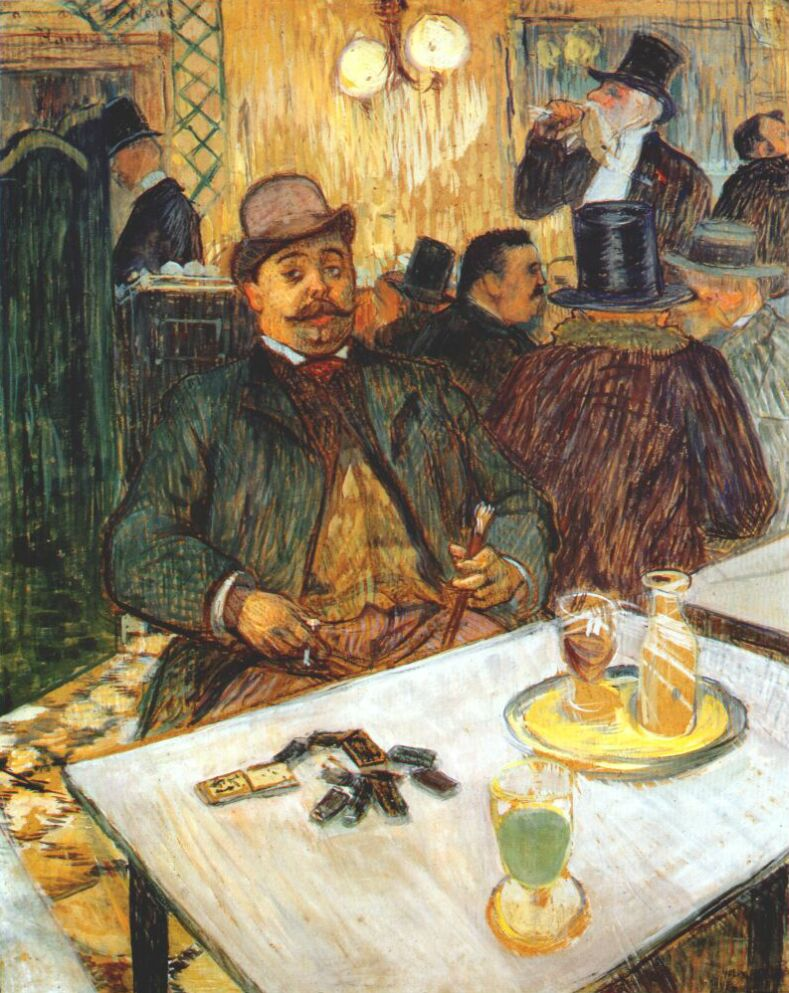
Henri Toulouse-Lautrec: Monsieur Boileau, 1893

## Provenienz
Im Jahr 1906 kaufte die Schriftstellerin Gertrude Stein dem Künstler das Gemälde ab, es blieb bis 1913 in ihrem Besitz und hing in der mit ihrem Bruder gemeinsam unterhaltenen Pariser Wohnung. Bei der Auflösung des Haushalts veräußerte Stein es an den Galeristen Daniel-Henry Kahnweiler, der es wiederum im Sommer 1914 zur Ausstellung in die Galerie Caspari nach München schickte. Dort kaufte der Hamburger Industrielle Oskar Troplowitz das Werk, bis zu dessen Tod 1918 hing die Buveuse in seinem Arbeitszimmer in einer Villa an der Alster. Seine Frau Gertrud Troplowitz gab das Bild Anfang 1919 zunächst als Leihgabe in die Hamburger Kunsthalle, als sie 1920 starb, wurde es dem Museum vermacht.
1937 beschlagnahmte die nationalsozialistische Kunstkommission das Gemälde im Rahmen der Aktion „Entartete Kunst“. Zunächst gelangte es in ein Depot im Schloss Niederschönhausen, 1939 wurde es zum devisenbringenden Weiterverkauf in die Galerie Fischer nach Luzern gegeben und hochpreisig für eine Auktion am 30. Juni 1939 angekündigt. Allerdings erhob Valerie Alport, die Erbin des Ehepaars Troplowitz, gerichtlichen Einspruch und anschließend Klage gegen den Verkauf des Bildes, es sei explizit der Kunsthalle und damit der Hamburger Öffentlichkeit geschenkt worden und das Deutsche Reich habe nicht das Recht, dieses Geschenk zu veräußern. Die Buveuse kam zwar zum Aufruf, konnte jedoch nicht zum gewünschten Mindestpreis in Höhe von 42.000 Schweizer Franken verkauft werden. Im Mai 1940 wies das Amtsgericht Luzern Stadt den Anspruch Alports zurück, Anfang 1942 kaufte der Augenarzt und Präsident des Glarner Kunstvereins Othmar Huber das Gemälde. 1979 wurde es als Stiftung in das Kunstmuseum Bern gegeben.